# Caecidotea kendeighi
Caecidotea kendeighi är en kräftdjursart som först beskrevs av Steeves och Seidenberg 1971.  Caecidotea kendeighi ingår i släktet Caecidotea och familjen sötvattensgråsuggor. Inga underarter finns listade i Catalogue of Life.